# Masig Island
Masig Island är en ö i Australien. Den ligger i delstaten Queensland, omkring 2 200 kilometer nordväst om delstatshuvudstaden Brisbane. Arean är 1,7 kvadratkilometer. Den sträcker sig 1,1 kilometer i nord-sydlig riktning, och 2,7 kilometer i öst-västlig riktning.
Savannklimat råder i trakten. Genomsnittlig årsnederbörd är 1 646 millimeter. Den regnigaste månaden är januari, med i genomsnitt 326 mm nederbörd, och den torraste är augusti, med 20 mm nederbörd.